# 야코브 베켄슈타인
야코브 다비드 베켄슈타인(히브리어: יַעֲקֹב דָּוִד בֶּקֶנְשְטיין, 영어: Jacob David Bekenstein 제이컵 데이비드 베켄스타인[*] 1947년 5월 1일~2015년 8월 16일)은 멕시코 태생의 이론물리학자이다.

## 생애
베켄슈타인은 1947년 5월 1일 멕시코 시티에서 태어났다.
그는 뉴욕 브루클린의 폴리테크닉 대학교에서 학사 학위를 받았으며, 1972년 존 휠러에게 조언을 받아 프린스턴 대학교에서 박사 학위를 받았다. 이후 예루살렘 히브리 대학교에서 폴락 교수를 역임하였다.
1972년, 블랙홀에도 엔트로피가 있을 수 있다고 주장했다. 그의 주장에 따르면 블랙홀도 열역학 제 2법칙과 같은 일반적인 법칙이 적용될 수 있다. 2년 후 스티븐 호킹이 호킹 복사를 발견함으로써 그가 옳았음이 증명되었다. 2004년에는 수정 뉴턴 역학(MOND)을 상대성 이론화 시켰다. 이 이론은 텐서-벡터-스칼라 이론으로 알려져 있다.
2015년 8월 16일 핀란드 헬싱키에서 사망하였다.